# Randolph Barnes Marcy
Randolph Barnes Marcy (9 de abril de 1812 - 22 de noviembre de 1887) fue un oficial de carrera en el Ejército de los Estados Unidos, alcanzando el rango de Brigadier General antes de retirarse en 1881.
Su obra de 1859, The Prairie Traveler: A Handbook for Overland Expeditions, with Maps, Illustrations, and Itineraries of the Principal Routes between the Mississippi and the Pacific, escrita en la dirección del Departamento de Estado y publicada por el gobierno de EE. UU., ha sido una de las obras más importantes que hicieron posible la gran migración por tierra occidental de los Estados Unidos desde los últimos años de la década de 1800.

## Biografía
Marcy nació en Greenwich, Massachusetts, en abril de 1812. Se graduó en la "United States Military Academy" de West Point en 1832, comisionado como teniente en el 5.º de Infantería U.S., y sirvió con el 5.º en la guerra de Black Hawk en Illinois y en Wisconsin. En 1846, fue promovido a capitán y combatió con el 5.º en la Guerra de México, en las batallas de Palo Alto y de Resaca de la Palma.
Fue asignado al servicio en los actuales estados de Texas y Oklahoma, escoltando a los emigrantes, localizando los puestos militares y explorando bosques y abriendo nuevas rutas y elaborando mapas. En 1852 lideró la expedición que alcanzó por primera vez las cabeceras de las dos fuentes del río Rojo. En esta expedición iba acompañado del que llegará a ser futuro yerno, George B. McClellan, luego un destacado general en la guerra civil americana
En 1857, Marcy acompañó al Brigadier General Albert Sidney Johnston en la expedición contra los Mormones, en Utah. Fue durante este período que el Capitán Marcy condujo a su tropa de forma segura, desde Utah a Nuevo México, en marcha forzada a través de las Montañas Rocosas en pleno invierno, durante el cual su tropa se quedó sin vituallas en las dos últimas semanas de su viaje, en muy duras condiciones meteorológicas. Sin embargo, Marcy condujo a sus hombres con seguridad, sin pérdida de vidas, un logro extraordinario que Marcy parcialmente contó en The Prairie Traveler.
Marcy fue ascendido a inspector general interino del Departamento de Utah, pero sus hazañas y sus informes militares llamaron la atención en Washington, y fue llamado a trabajar para el Departamento de Estado (que en ese momento tenía responsabilidades mucho más allá del dirección de los asuntos extranjeros), preparando guías relativas a los viajes al occidente de país. pues, había miles de emigrantes hacia el oeste, y muchos de ellos mal informados y mal preparados para el viaje, y con números alarmantes de perdidos y fallecidos.
Su The Prairie Traveler rápidamente se convirtió en una guía indispensable para miles de estadounidenses en su arduo camino a California, Oregón, Utah, y otros destinos del oeste, y fue un best-seller para el resto del siglo. Andrew J. Birtle, autor de U.S. Army Counterinsurgency and Contingency Operations Doctrine 1860-1941, describió a The Prairie Traveler «quizás la obra más importante sobre expediciones a la frontera Oeste publicada bajo los auspicios del Departamento de Guerra».
Marcy explícitamente en el prefacio explicaba que su objetivo era ayudar al lector a escapar catástrofes imprevistas y mantener con relativa comodidad durante el viaje, y agregando que el peregrino intrépido «se sentirá un espíritu diestro en el desierto que atraviesa, y no la víctima de toda nueva combinación de circunstancias que ofrece la naturaleza o asigna el destino, como para probar su habilidad y destreza». El libro fue esencial para el viajero hacia el oeste, y sin duda salvó muchas vidas con sus consejos prácticos y con experiencia.
Después de The Prairie Traveler, el capitán Marcy fue ascendido a mayor y enviado al Pacífico noroeste, donde su talento fue desperdiciado por hacer de él un pagador. Al comienzo de la Guerra Civil, volvió al este y sirvió como jefe de personal de su yerno el ya general George B. McClellan. Antes de terminar la guerra, fue nombrado como uno de los cuatro inspectores generales del Ejército de los EE. UU., y general de brigada de voluntarios. Después de la guerra, continuó sirviendo como inspector general, pero el Senado no lo confirmó en su rango de general en tiempos de guerra antes de que expirara. No fue sino hasta 1878, cuando fue nombrado general de brigada como el Inspector general del Ejército de EE. UU., finalmente concediéndole el grado de conformidad con los servicios de extraordinaria importancia que Marcy había prestado a su país. Es más que probable que si Marcy no hubiera sido capaz de transmitir su sabiduría y conocimiento cuando se le solicitó, la gran migración por tierra al occidente de Estados Unidos, en la última mitad del siglo XIX podría haber sido un gran desastre de sufrimiento y muerte, en lugar de la grande y épica lucha, y exitosa, que se celebra hoy.
- La abreviatura «Marcy» se emplea para indicar a Randolph Barnes Marcy como autoridad en la descripción y clasificación científica de los vegetales.[1]